# Bataille de Bakhmout
Pour un article plus général, voir  Offensive de l'est de l'Ukraine.
Invasion de l'Ukraine par la Russie de 2022
Guerre du Donbass
Batailles
Offensive de Kiev (Jytomyr, Kiev) : 
- 1re Hostomel
- Tchernobyl
- Ivankiv
- Kiev
- 2e Hostomel
- Vassylkiv
- Boutcha
- Irpin
  - Bombardement de réfugiés
- Jytomyr
- Mochtchoun
- Makariv
- Brovary

Offensive du Nord (Tchernihiv, Soumy) :
- Hloukhiv
- Slavoutytch
- Bombardements
- Soumy
- Trostianets
- Tchernihiv
- Okhtyrka
- Lebedyn
- Konotop
- Romny
- Desna
- Escarmouches frontalières

Russie  (Briansk, Belgorod) :
- Incursions en Russie occidentale
  - Oblast de Briansk
  - Oblasts de Belgorod et de Koursk
    - Incursions de 2024

  - Bombardement de Belgorod
- Oblast de Koursk (août 2024)

Campagne de l'Est (Donetsk, Louhansk, Kharkiv)
Kharkiv :
- 1re Kharkiv
  - Tchouhouïv
  - Bombardements : en février
  - en mars
  - en avril
  - du bâtiment administratif
- Izioum
- 2e Kharkiv
  - Balaklia
  - 1re Koupiansk
  - Chevtchenkove
- 3e Kharkiv

Nord du Donbass:
- Starobilsk
- Sloviansk
  - Dovhenke
  - 1re Lyman
  - Sviatohirsk
  - Bohorodychne et Krasnopillia
  - Bombardements : Bilohorivka
  - Kramatorsk
- Sievierodonetsk
  - Kreminna
  - Donets
  - Roubijné
  - Popasna
  - Tochkivka
  - Massacre
- Lyssytchansk
- 2e Kharkiv
  - Balaklia
  - 1re Koupiansk
  - Chevtchenkove
  - 2e Lyman
- Oblast de Louhansk
  - Ligne Svatove-Kreminna
  - Serebryansky
  - 2e Koupiansk

 Centre du Donbass:
- Horlivka
- Popasna
- Svitlodarsk
- Bakhmout
  - Soledar
- Siversk
- Tchassiv Iar
- Toretsk
- Kourakhove
- Velyka Novossilka
- Novopavlivka

Sud du Donbass :
- Volnovakha
- Marioupol
  - Bombardements : de l'hôpital
  - du théâtre
  - de l'école d'art
- Pisky
- Vouhledar
  - Pavlivka
- Marïnka
- Contre-offensive de 2023
- Avdiïvka
- Novomykhaïlivka
- Pokrovsk
  - Krasnohorivka
  - Toretsk
- Bombardements :
- Makiïvka
- Donetsk

Campagne du Sud (Mykolaïv, Kherson, Zaporijjia)
- 1re Kherson
- Odessa
- Melitopol
- Mykolaïv
  - Bombardements : à fragmentation
  - du bâtiment administratif
- 1re Berdiansk
- Zaporijjia
- Tchornobaïvka
- Enerhodar
- Voznessensk
- Houliaïpole
- Davydiv Brid
- 2e Berdiansk
- Nova Kakhovka
- 2e Kherson
  - Doudtchany
- Dniepr
- Tchoulakivka
- Contre-offensive de 2023
  - Robotyne

Frappes aériennes dans l'Ouest et le Centre de l'Ukraine
- Lviv (02/2022)
- Vinnytsia (03/2022)
- Yavoriv (03/2022)
- Deliatyne (03/2022)
- Dnipro
- Rivne

Guerre navale
- Île des Serpents (02/2022)
- Moskva (04/2022)

Attaques en Crimée
- Novofedorivka (08/2022)
- Djankoï (08/2022)
- Pont de Crimée (10/2022)
- Base navale de Sébastopol (10/2022)
- Pont de Crimée (07/2023)
- Base navale de Sébastopol (09/2023)

Débordement
- Aéroport de Millerovo
- Sabotages en Russie
- Attaques en Transnistrie
- Sabotage des gazoducs Nord Stream
- Terrain d'entraînement militaire de Soloti
- Explosions en Pologne
- Bases aériennes de Dyagilevo et Engels-2
- Base aérienne de Minsk-Matchoulichtchi
- Crise russo-moldave de 2023
  - Accusations de tentative de coup d'État en Moldavie
- Incident de drone de 2023 en mer Noire
- Rébellion du groupe Wagner

Massacres
- Tchernihiv
- Boutcha
- Borodianka
- Olenivka
- Izioum

La bataille de Bakhmout est une série de combats opposant les Forces armées ukrainiennes aux Forces armées de la fédération de Russie, secondées jusqu'en juin 2023 par la société militaire privée Wagner. Elle se déroule en périphérie et dans la ville de Bakhmout de mai 2022 à fin 2023. Elle fait partie de la campagne du Donbass, offensive russe de l'invasion de l'Ukraine.
À la fin de l'année 2022, après les contre-offensives ukrainiennes de Kharkiv et de Kherson, le front de Bakhmout est l'une des rares zones du front où la Russie demeure à l'offensive. Les attaques sur la ville s'intensifient en novembre 2022, les forces d'assaut russes étant alors renforcées par des unités redéployées ainsi que par des recrues nouvellement mobilisées. Une grande partie de la ligne de front se transforme en une guerre de tranchées positionnelles, les deux camps subissant de lourdes pertes sans faire d'avancées significatives. Les forces ukrainiennes se retirent lentement de la ville au cours d'une bataille urbaine. Le 20 mai 2023, les forces russes annoncent la prise de la ville. L'armée ukrainienne revendique toujours le contrôle d'une petite bande de terre le long de la route T0504.
L'Ukraine lance dans les mois qui suivent des contre-attaques au nord et au sud de la ville, cherchant à l'encercler, au moment où le groupe Wagner annonce son retrait. Après l'échec de la contre-offensive ukrainienne, fin 2023, les forces russes poussent à nouveau vers l'ouest de Bakhmout, se rapprochant de Tchassiv Iar, où débute une bataille pour la prise de la ville.
Bien qu'étant au départ une cible d'importance moyenne, Bakhmout devient un point central de la guerre russo-ukrainienne en raison de l'investissement très important des deux belligérants. Le front de Bakhmout est surnommé le « hachoir à viande » par certains analystes. L'intensité des affrontements dans le secteur est comparée aux batailles de la Première Guerre mondiale et de la Seconde Guerre mondiale.

## Contexte
En 2014, dans le sillage de l'Euromaïdan et de l'annexion de la Crimée par le Russie, des troubles prorusses dans l'est de l'Ukraine conduisent à un conflit armé dans le Donbass, jusqu'à atteindre la ville industrielle d'Artemivsk (renommée depuis en Bakhmout), cette bataille s'achevant par une victoire ukrainienne. Le conflit est gelé jusqu'à reprendre avec l'invasion de l'Ukraine par la Russie le 24 février 2022, provoquant une forte escalade de la guerre russo-ukrainienne. L'invasion provoque la plus grande crise de réfugiés depuis la Seconde Guerre mondiale,, avec plus de 6,5 millions d'Ukrainiens fuyant le pays et un tiers de la population déplacée,.

### Percée russe de Popasna et chute de Severodonetsk
Le 8 mai, le gouverneur de l'oblast de Louhansk, Serhiy Haidaï, déclare sur sa chaîne Telegram que les Russes ne contrôlent que la moitié de la ville de Popasna, puis admet plus tard que les forces ukrainiennes se sont retirées de cette ville. Le 12 mai, les forces russes et de la république populaire de Louhansk (RPL) battent les forces ukrainiennes lors de la bataille de Roubijné et prennent le contrôle total de la ville, poursuivant leurs tentatives d'encercler Sievierodonetsk et Lyssytchansk, dans un second temps,. Le 17 mai 2022, les forces russes bombardent la ville et le site de production électrique Boudinok situé près de Bakhmout. Selon l'Ukraine, lors d'une attaque à la roquette russe, cinq bâtiments sont détruits et 5 personnes dont un enfant tuées,.
Le 20 mai, les forces russes poursuivent leur avancée à l'ouest et au sud de Popasna, dans le but de couper la route vers Sievierodonetsk,et percent vers Popasna. Le 22 mai, ayant sécurisé leur route d'avance, elles tentent de pousser simultanément vers l'ouest en direction de Bakhmout et vers le nord pour couper les liaisons hors route vers Sievierodonetsk. Le 24 mai, l'attaque depuis Popasna a pour objectif de couper la route entre les deux villes. Les forces ukrainiennes se replient pour assurer la défense de la ville. Le même jour, la 30e brigade mécanisée est contrainte de se replier de l'arc de Svitlodarsk après la percée de Popasna qui menace son flanc nord. La brigade se replie alors entre Novolouhanske et Vidrodzhennya (uk). La voie s'ouvre alors en direction de Bakhmout. Toutefois, jusqu'au 3 juillet, l'armée russe maintient ses efforts sur Sievierodonetsk et Lyssytchansk. Le 26 mai, lors d'une nouvelle offensive, les Russes parviennent à établir un poste de contrôle sur la route T1302, détruite par les Forces armées ukrainiennes.
Le 3 juillet, les forces du groupe Wagner s'emparent d'un village à 12 km de Bakhmout. Après les batailles de Sievierodonetsk et Lyssytchansk début juillet, les forces russes et séparatistes conquièrent tout l'oblast de Louhansk et le champ de bataille se déplace vers les villes de Bakhmout et Soledar.

## Forces en présence

### Russie
Groupe Wagner (50 000 hommes)
 Forces armées russes
- Forces terrestres russes
  -  2e corps d'armée de la Garde (ex : RPL)
    - 123e brigade de fusiliers motorisés (ex 2e brigade RPL)[44]
    -  6e régiment de fusiliers motorisés cosaques
    - 7e brigade de fusiliers motorisés
    - 204e régiment de fusiliers motorisés[44]
    - 208e régiment de fusiliers motorisés[44]

  -  5e armée combinée
    -  57e brigade de fusiliers motorisés de la Garde[44]
- Forces aéroportées russes
  -  106e division aéroportée de la Garde[44]
    -  51e régiment aéroporté de la Garde
    -  137e régiment aéroporté de la Garde
    - 1182e régiment d'artillerie

### Ukraine
Après les contre-offensives de Kherson et de Kharkiv, en novembre 2022 et tandis que les combats deviennent plus intenses, plusieurs brigades sont repositionnées à Bakhmout. Les 17e, 24e, 28e, 46e, 57e, 61e et 63e brigade sont prélevées du front de Kherson.
 Forces armées ukrainiennes
- Armée de terre ukrainienne
  -  Brigade présidentielle
    -  23e bataillon spécial

  -  3e brigade d'assaut
  -  4e brigade de chars[45]
  -  5e brigade d'assaut[46]
  -  10e brigade d'assaut de montagne
  -  14e brigade mécanisée (juillet - août 2022)
  - 14e bataillon de fusiliers
  -  17e brigade de chars[47] (à partir janvier 2023)
  -  24e brigade mécanisée[48] (à partir de décembre 2022)
  -  28e brigade mécanisée[49] (à partir de décembre 2022)
  -  30e brigade mécanisée[50]
  -  43e brigade d'artillerie
  -  45e brigade d'artillerie
  - 46e bataillon de fusiliers
  -  53e brigade mécanisée[51] (août 2022 - janvier 2023)
  -  56e brigade d'infanterie motorisée[52]
  -  57e brigade motorisée[53] (à partir de novembre 2022)
  -  58e brigade motorisée[54] (juillet - décembre 2022)
  - 58e bataillon de fusiliers
  -  60e brigade mécanisée[45] (à partir de décembre 2022)
  -  61e brigade de chasseurs[55] (à partir de décembre 2022)
  -  62e bataillon de fusiliers
  -  63e brigade mécanisée[56] (à partir de décembre 2022)
  -  67e brigade mécanisée[57] (à partir de janvier 2023)
  -  72e brigade mécanisée[58] (juin - août 2022)
  -  92e brigade mécanisée
    - 3e bataillon mécanisé (à partir de mars 2023)

  -  93e brigade mécanisée[54] (à partir de septembre 2022)
  -  211e bataillon spécial
  -  214e bataillon spécial OPFOR[51]
  -  128e brigade d'assaut de montagne[45] (à partir de décembre 2022)
- Forces d'assaut aérien ukrainiennes
  -  46e brigade aéromobile[59](décembre 2022 - février 2023)
  -  71e brigade de chasseurs[60] (octobre 2022 - février 2023)
  -  77e brigade aéromobile[61] (depuis janvier)
  -  80e brigade d'assaut aérien[62](depuis février)
- Force de défense territoriale
  -  109e brigade de défense territoriale
  -  111e brigade de défense territoriale
  -  112e brigade de défense territoriale
  -  113e brigade de défense territoriale
    -  121e bataillon

  -  116e brigade de défense territoriale
  -  119e brigade de défense territoriale
    - 163e bataillon[63]

  -  125e brigade de défense territoriale
  -  127e brigade de défense territoriale
  -  128e brigade de défense territoriale
    - 227e bataillon

  -  241e brigade de défense territoriale[64]
  -  Légion internationale
    -  1er bataillon de la légion internationale[65]
    -  3e bataillon spécial[65]
- Forces d'opérations spéciales
  -  8e régiment des forces spéciales
- Armée des volontaires ukrainiens

 Ministère de l'Intérieur :
- Garde nationale de l'Ukraine
  -  1re brigade de la garde nationale
  -  3e brigade "Spartan"
  -  4e brigade de réaction rapide
  -  13e brigade de la Garde Nationale "Khartia"
- Service national des gardes-frontières d'Ukraine
  -  1er détachement frontalier "Donetsk"[66]
  -  27e détachement frontalier "Moukatchevo"
  -  31e détachement frontalier "Tchernivtsi"

 Direction Général du renseignement (GUR) :
- 10e détachement spécial

 Corps des volontaires ukrainiens (transformé en la 67e brigade mécanisée en décembre 2022)
- 1er bataillon "Loups de Da Vinci"

## Déroulement de la bataille

### Progression russe vers la ville (juillet-novembre 2022)
Sur les 73 000 habitants de Bakhmout avant le début de l'invasion russe de l'Ukraine, moins de 20 000 restaient dans la ville en mai 2022. Au cours du mois de juillet 2022, les troupes russes progressent vers la ville profitant de la percée de Popasna et du retrait de la 30e brigade mécanisée de l'arc de Svitlodarsk. Le 4 juillet, le groupe Wagner s'empare du village de Klinove (en) (10km au sud-est de Bakhmout). Le flanc sud-est est principalement défendu par la 72e brigade mécanisée tandis que la 58e brigade d'infanterie motorisée est positionnée au centre et la 14e brigade mécanisée au nord face à Soledar. Elles sont appuyées par les 111e et 112e brigades de défense territoriale et la 26e brigade d'artillerie. Les combats se concentrent au sud de Bakhmout entre Novolouhanske - Dolomite (uk), Vidrodzhennya (uk) Klinove (en) au nord de Horlivka. Les ukrainiens tiennent la centrale de Vuhlehirsk dans une défense en cercle en quasi encerclement, attaqués par le nord et le sud depuis Dolomite. Au nord de Bakhmout, ils ne sont plus qu'à quelques kilomètres de Soledar (10km au nord de Bakhmout) et à l'entrée de Pokrovske (uk).

Le 9 juillet, les troupes russes traversent la route M-03 à l'est de Klynove et avancent vers Vesela Dolyna (en) (8km au sud-est de Bakhmout). Plus au sud, ils tentent de prendre le contrôle de la centrale électrique de Vuhlehirsk. À partir du 13 juillet, les Russes commencent à attaquer le flanc nord-est de Bakhmout en direction de Soledar lancant des assauts sur Yakovlivka (uk) et Pokrovske (uk) qui servent d'avant-poste à Soledar ainsi que sur Vesela Doylan, au sud. Le 19 juillet, les troupes de Wagner parviennent à bousculer les lignes de la 58e motorisée et pénètrent dans le sud de Pokrovske. Le 23 juillet, les forces russes se rapprochent de Soledar et prennent le village de Straipivka tandis que les ukrainiens continuent de repousser les assauts sur Pokrovsk.

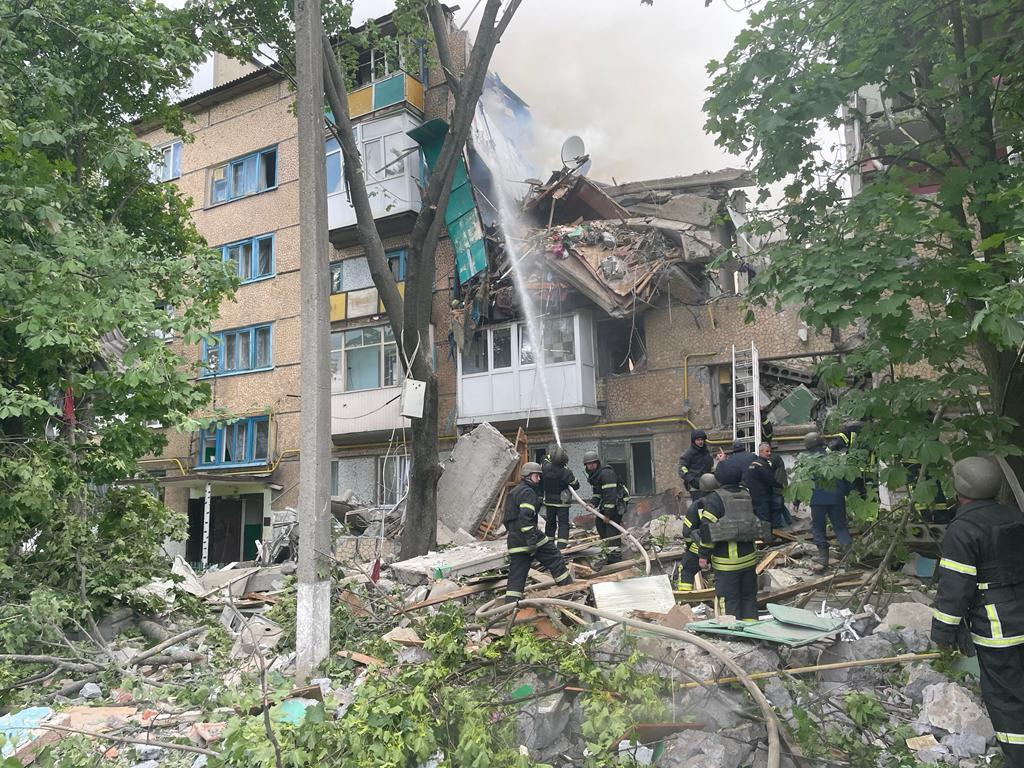
Immeuble à Bakhmout après le bombardement du 17 mai 2022.

Le 25 juillet, après plusieurs jours de violents combats, les forces ukrainiennes se retirent de la centrale électrique de Vuhlehirska, ainsi que de la ville voisine de Novoluhanske, donnant aux forces russes et séparatistes un  « petit avantage tactique » vers Bakhmout. Ils entrent également dans le village de Vershyna (uk). Deux jours plus tard, le 27 juillet, le bombardement russe de Bakhmout a tué trois civils et en a blessé trois autres. Les russes atteignent ensuite les villages de Kodema (uk)(13km au sud-est de Bakhmout) et Zaïtseve. Le 31 juillet, les troupes russes prennent le contrôle de Pokrovsk après une résistance acharnée des défenseurs ce qui leur permet de pénétrer dans Bakhmutske (uk) et la banlieue est de Soledar. Elles continuent d'attaquer les positions ukrainiennes à Yakovlivka, dans les environs de Zaitseve (près de Vershyna) sans succès et Semyhirya sur trois côtés où ils prennent le contrôle des banlieues est de la localité.
Le 1er août, les forces russes lancent des attaques terrestres massives contre des localités au sud et au sud-est de Bakhmout. Le ministère russe de la Défense et les pages prorusses de Telegram affirment que la bataille de Bakhmout a commencé,. Le lendemain, l'Ukraine signale une intensification des frappes aériennes et des bombardements russes sur Bakhmout, entamant une attaque au sol dans la partie sud-est de la ville. Le 4 août, les mercenaires du Wagner réussissent à percer les défenses ukrainiennes et à atteindre la rue Patricio Lumumba à la périphérie est de la ville. Le 6 août, Travneve (oblast de Donetsk) (ru) au nord de Horlivka est prise par la Russie puis le 9, Hladosove. Les Russes entrent également dans Kodema en entamant la défense ukrainienne avant d'être repoussés par une contre-attaque de la 72e brigade. Les jours suivants, les forces russes continuent à pousser vers Bakhmout depuis le sud, l'état-major ukrainien déclarant le 14 août que les forces russes ont obtenu un « succès partiel » près de Bakhmout, mais sans donner de détails. Durant le mois d'août, les troupes de Wagner butent sur les villages de Kodema et Vershyna (Oblast de Donetsk) (uk) dont les hauteurs profitent aux ukrainiens. Les russes tentent alors de contourner les villages sans succès. Au nord, ils sont arrêtés le long de la T1302 entre Bakhmoutske, Soledar et Yakovlivka. Toutefois, au centre, à la mi-août, les Russes atteignent la M03 à l'entrée de Bakhmout. À la fin du mois d'août, la 93e brigade mécanisée ukrainienne est redéployée pour renforcer le flanc nord de la ville vers Bakhmouts'ke et Soledar où elle est engagée dans de violents combats urbains contre Wagner et le 6e régiment de fusiliers motorisés. La 30e brigade mécanisée relaie la 72e brigade mécanisée qui est transférée vers Vouhledar après plus de deux mois de combats intenses. Autour du 20 août, les Russes conquièrent Vershyna. Le 29 août, les Russes pénètrent dans la partie est de Yakovlivka. Le 31 août 2022, les forces russes s'emparent enfin de Kodema.
Le 10 septembre, les Russes parviennent à avancer à l'ouest de Kodema se rapprochant progressivement de la T0503 où ils s'attaquent aux villages de Mykolaivka Druha, Mykolaivka et Odradivka. Le 21 septembre, des bombardements nocturnes dans le centre-ville provoquent la destruction par incendie du palais de la culture Martynov, où siégeait une organisation humanitaire. Lors de l'extinction de l'incendie, le service d'incendie local est bombardé, endommageant du matériel et blessant deux membres du service d'urgence de l'État. La nuit, un immeuble de cinq étages est partiellement détruit par les bombardements russes,. Une frappe de missiles russes le 22 septembre détruit le pont principal sur la rivière Bakhmouta qui traverse la ville, perturbant à la fois les déplacements des civils et la logistique militaire ukrainienne. Jusqu'en début octobre, les combats se concentrent sur la ligne Odradivka – Kurdyumivka – Zaitseve – Mayorsk.
Le 6 octobre, les Russes déclarent avoir conquis Vesele Dolyna (5km au sud-est de Bakhmout) arrivant au contact de la périphérie sud de la ville. A Soledar, le 6e régiment russe est relayé par la 7e brigade de fusiliers motorisés en raison de lourdes pertes. Les ukrainiens renforcent le dispositif de Bakhmout en déployant la 53e brigade mécanisée et le 5e régiment d'assaut sur le flanc sud, les 109e brigade et 241e brigade de défense territoriale, le 7e centre d'opération spécial dans la ville et la 71e brigade de chasseurs à Soledar. Le 7 octobre, les forces russes avancent dans les villages de Zaïtseve et Opytne à la périphérie sud et sud-est de Bakhmout, tandis que le 10 octobre, le ministère britannique de la Défense affirme que les troupes russes se rapprochent de la ville,. L'ISW a été le premier à signaler les attaques terrestres russes contre Zaitseve et Vesela Dolyna, respectivement les 5 août et 13 juillet, notant que les forces russes ont mis plus de deux mois pour pouvoir sécuriser deux petits villages. Des milblogueurs russes affirment que les forces russes occupent entièrement Zaitseve le 9 octobre et qu'elles sont entrées dans les banlieues sud d'Opytne et Ivanhrad (uk) le 10 octobre. Des sources russes ont rapporté que les combats à Bakhmout et dans ses environs sont plus intenses que d'habitude et que les attaques d'artillerie ukrainiennes se sont intensifiées à un niveau jamais vu depuis l'été 2022. Le 12 octobre, les forces russes revendiquent la prise d'Opytne, située à 3 km au sud de Bakhmout, et d'Ivanhrad. Plus au sud elles attaquent Odradivka juste devant, Kurdyumivka (uk) et Andrivka (raïon de Bakhmout) (uk). Le 23 octobre, dans la banlieue est, les troupes russes sont repoussées de 2 km lors d'une contre-attaque des forces armées ukrainiennes. Selon des sources ukrainiennes, une contre-attaque mineure lancée le 24 octobre chasse les forces russes de certaines usines en périphérie est de la ville, le long de la rue Patrice-Lumumba.
En octobre/novembre, la défense de Bakhmout est assurée comme suit :
- au nord, sur le flanc gauche : la 93e brigade mécanisée et la 4e brigade de chars entre Yakovlivka, Soledar et Krasna Hora, le long de la T1302.
- au centre : la 58e brigade motorisée et la 71e brigade de chasseurs tiennent l'entrée de la ville aux côtés d'éléments plus limités de la 109e brigade de défense territoriale, des 211e et 214e bataillons spéciaux et le 8e régiment de la Garde nationale.
- au sud, sur le flanc droit : la 4e brigade de réaction rapide et les 30e et 53e brigades mécanisées qui effectuent des rotations, épaulées par des unités plus légères comme le 62e bataillon de fusiliers ou le 5e régiment séparé.

Durant tout le mois, les Ukrainiens parviennent à repousser les assauts successifs de Wagner, le long de la T0513, à Opytne, dans la périphérie est de Bakhmout, Bakhmoutske, Soledar et Yakovlivka.

### Intensification des combats (novembre-décembre 2022)

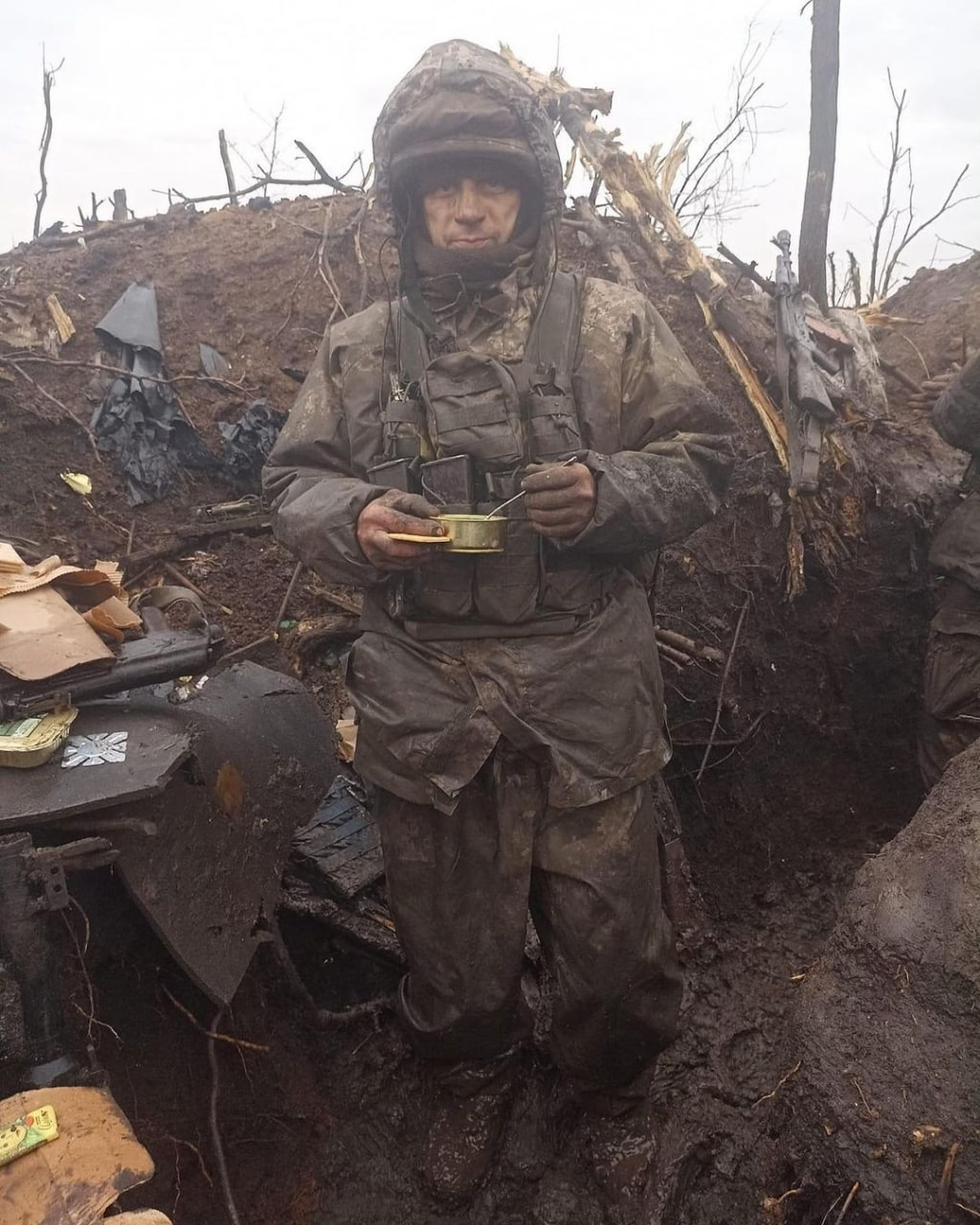
Soldat ukrainien dans une tranchée près de Bakhmout, novembre 2022
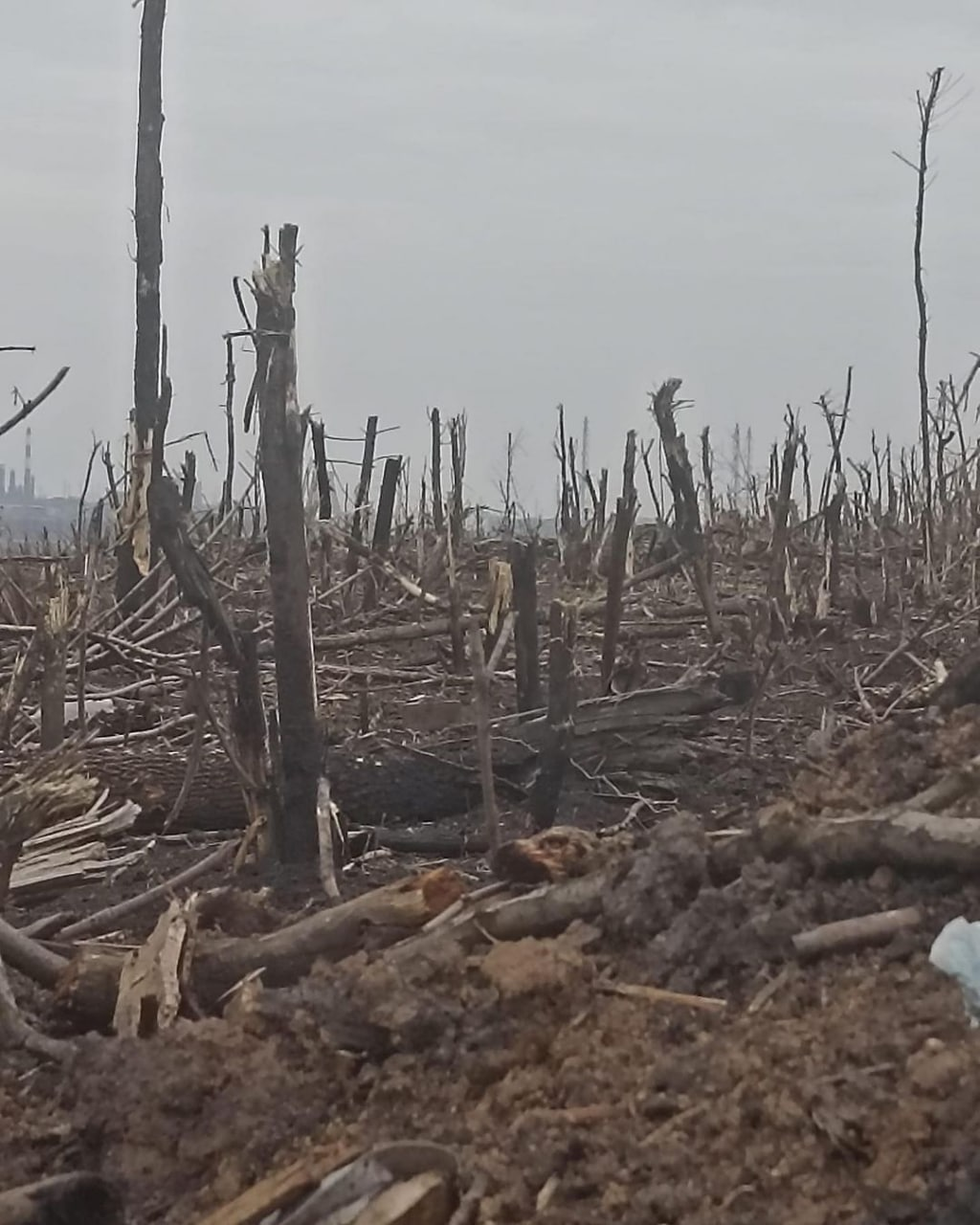
No man's land près de Bakhmout

Fin novembre 2022, la ville est détruite à 60 % et seuls dix à quinze mille civils y sont toujours présents. La bataille est l'une des plus intenses du front. Il s'agit d'une bataille de positions avec une forte activité de l'artillerie. C'est le groupe Wagner et non l'armée régulière qui combat côté russe. Selon des journalistes européens, des soldats inexpérimentés seraient envoyés en première ligne dans le but de repérer les positions ukrainiennes et de les frapper avec des tirs d'artillerie. L'intérêt stratégique de la poursuite des combats est faible selon des sources occidentales depuis la reprise d'Izioum par l'Ukraine en septembre, mais le chef de Wagner, Evgueni Prigojine, souhaiterait une victoire russe pour, selon elles, « se mettre en avant ».
À partir du 20 novembre, ne parvenant pas à pénétrer à Bakhmout par le sud, les Russes décident alors de pousser au sud-ouest en direction du canal. Les 28 et 29 novembre, les forces russes percent les lignes de défense le long du flanc sud, en prenant les villages d'Andriïvka, Ozarianivka et Zelenopillia, parvenant à couper la T0513 et à l'a dépasser en réalisant également des avancées mineures à Opytne. Le groupe Wagner attaque Kourdioumivka où ils prennent pied dans la partie sud le 3 décembre, contigu à Ozarianivka, et certaines sources prorusses affirment que le village a été pris. Les forces russes attaquent dans le même temps les positions ukrainiennes au sud-est de Bakhmout.
À cette même période, l'armée ukrainienne commence à transférer progressivement un grand nombre de brigades vers Bakhmout afin de faire face aux assauts du groupe Wagner de plus en plus nombreux et l'intensification des combats. Les Ukrainiens déploient les brigades qui ont été employées lors de la contre-offensive de Kherson. Dans un premier temps, les 24e, 28e et 60e brigades mécanisées sur le flanc droit/sud entre Klichtchiïvka et Kourdioumivka en rotation des 30e et 53e pour boucher la brèche ; la 46e brigade aéromobile, la 57e brigade motorisée et la 63e brigade mécanisée en rotation de la 58e dans Bakhmout, la 17e brigade de chars, la 61e brigade d'infanterie et la 128e brigade d'assaut de montagne en rotation de la 93e sur le flanc nord. La 1re brigade de la Garde nationale remplace la 4e, la 241e brigade de défense territoriale est déployée dans Bakhmout, ainsi que des unités plus petites telles que le 97e bataillon mécanisé, le 121e bataillon de défense territoriale (Kourdioumivka).
Le 3 décembre, Serhiy Tcherevatyi, porte-parole ukrainien du commandement opérationnel Est, décrit le front de Bakhmout comme « le secteur le plus sanglant, le plus cruel et le plus brutal [...] de la guerre russo-ukrainienne jusqu'à présent », ajoutant que les Russes ont mené 261 attaques d'artillerie au cours de la seule journée écoulée. Le même jour, un membre de la Légion géorgienne déclare aux médias qu'un groupe de volontaires géorgiens a été encerclé lors d'affrontements près de Bakhmout. Le commandant a été blessé et cinq ou six volontaires, servant dans la 57e brigade ukrainienne, ont été tués. La présidente géorgienne Salomé Zourabichvili exprime peu après ses condoléances aux familles des soldats tués. Les 6 et 7 décembre, le ministère russe de la défense affirme que ses troupes, y compris les combattants de Wagner, ont réussi à repousser les contre-attaques ukrainiennes au sud de Bakhmout. Le 6 décembre 2022, des images montrent que la ville est détruite par les obus, et que les combats sont devenus une guerre de tranchées. Le lendemain, Wagner lance une nouvelle attaque sur Yakovlivka, défendu par les 1er et 2e bataillons de la 93e brigade et après quatre jours de combats, ils parviennent à s'emparer de la moitié du village.
Le 9 décembre 2022, le Président Volodymyr Zelensky accuse la Russie d'avoir « détruit » Bakhmout, la qualifiant de « nouvelle ville du Donbass que l'armée russe a transformé en ruines brûlées ». Petro Stone, ancien soldat et témoin oculaire de la bataille, qualifie le front de Bakhmout de « hachoir à viande », affirmant que les Russes « couvrent Bakhmout de tirs 24 heures sur 24, 7 jours sur 7 ». Des soldats de la 24e brigade mécanisée ukrainienne relatent aux médias des engagements récents sur le champ de bataille, notamment une fusillade de plusieurs jours avec 50 soldats russes retranchés derrière une ligne d'arbres où, à certains endroits, « nous n'étions séparés que de 100 mètres ». Les soldats ukrainiens affirment que les troupes russes de la ligne de front attaquent souvent avec un faible soutien de chars, les combattants du groupe Wagner servant de troupes d'assaut principales et les « mobiks » (volontaires russes récemment mobilisés) sous-équipés tenant des positions défensives. Un artilleur ukrainien affirme que « 80 % de la population civile restante, qui survit dans des sous-sols et est approvisionnée par des camions d'épicerie mobiles qui entrent périodiquement dans la ville, est prorusse ».
L'état-major ukrainien confirme des affrontements à Bakhmoutske et à Soledar, tout en affirmant avoir repoussé tous les assauts. Entre le 10 et le 15 décembre, le 20e bataillon de la 93e et le 109e bataillon de la 10e brigade d'assaut de montagne contre-attaque en tenaille sur les positions avancées russes dans Yakovlivka. La contre-attaque est un échec et le 20e bataillon subit de lourdes pertes. Le 11 décembre, un pont ferroviaire sur l'autoroute E40 (M-03) au nord de Bakhmout est détruit. Les Russes accusent, par la suite, les Ukrainiens de l'avoir démoli afin d'entraver d'éventuelles avancées russes vers Sloviansk. Les Russes attaquent la ville et tentent d'y pénétrer en trois points : à partir de l'est depuis la zone industrielle qui jouxte directement l'entrée administrative de la ville, du sud-est du côté de Opytne et Ivanhrad, au nord-est du côté de Pidhorodne (oblast de Donetsk) (uk). Le 12 décembre, les Russes parviennent à poser pied dans Opytne (3km au sud) menaçant directement le sud de Bakhmout. Après deux jours, des premières images publiées par des volontaires géorgiens indiquent que Wagner a pénétré dans le faubourg de la ville tandis qu'au sud-est la 71e brigade de chasseurs est parvenu à reconquérir des positions après des frappes précises d'artillerie.
Le 16 décembre, après 5 mois de combats et d'assauts répétés, les forces de Wagner parviennent à capturer Yakovlivka (raïon de Bakhmout) (uk) ; la 128e brigade est forcée de se retirer après d'intenses combats et des pertes importantes, mettant en danger, le flanc gauche ukrainien de Soledar. À l'autre extrémité sud du front, les Russes prennent possession des positions fortifiées ukrainiennes au nord-ouest d'Ozarianivka, de l'autre côté du canal. Le lendemain, une contre-attaque ukrainienne leur permet de reprendre ces positions perdues. Le 17 décembre, des images de tranchées dans le centre-ville de Bakhmout apparaissent sur internet, indiquant que les défenseurs ukrainiens se préparent au combat urbain dans la ville.
Les 18 et 19 décembre, les forces ukrainiennes dont des éléments de la 46e brigade aéromobile qui a relayé la 93e brigade, comprenant de l'infanterie à pied, soutenue par des véhicules blindés tactique Wolfhound donnés par les Britanniques, contre-attaquent le long de la rue Fyodor-Maksimenko et repoussent les troupes de Wagner vers la périphérie est de la zone suburbaine au cours de combats urbains « acharnés ». Pendant ce temps, la force opérationnelle conjointe de l'Ukraine déclare repousser quotidiennement « cinq à sept groupes d'infiltration russes » près de Bakhmout. Un commandant ukrainien déclare que l'abondance de la surveillance par drone permet aux forces ukrainiennes de répondre rapidement aux petits assauts russes dans la périphérie, tout en affirmant que la Russie ne contrôle pas la zone industrielle orientale de Bakhmout. Des éléments des 109e brigade et 127e brigade de défense territoriale arrivent également en renfort dans Bakhmout et la 63e brigade mécanisée à Soledar.
Les 20 et 21 décembre, le Président Volodymyr Zelensky se rend à l'improviste sur le front de Bakhmout, y rencontre des soldats, remet des médailles et prononce un discours,. Pendant ce temps, de violents bombardements et des combats à la périphérie de Bakhmout se poursuivent alors que les forces russes tentent continuellement de briser les positions ukrainiennes retranchées sur les flancs de la ville. Les combattants de Wagner attaquent les bastions de Bakhmouts'ke (en), Pidhorodne et Klichtchiïvka, situés respectivement le long des flancs nord-est et sud-ouest de Bakhmout, tandis que les Ukrainiens continuent de tenir le nord d'Opytne, émoussant l'avancée de la Russie depuis le sud. Le 22 décembre, des images géolocalisées montrent que les forces russes occupent entièrement Andriïvka. Le 26 décembre, le gouverneur ukrainien de Donetsk, Pavlo Kyrylenko, déclare que plus de 60 % des infrastructures de la ville ont été endommagées ou détruites. A la fin décembre, les forces russes occupent la moitié d'Opytne et continuent de mener des assauts sur (de sud en nord) Kurdyumivka (uk), Klichtchiïvka, Bakhmout Pidhorodne (oblast de Donetsk) (uk), Bakhmouts'ke (en) et Soledar ne réalisant que des gains minimes au prix de très lourdes pertes.

### Encerclement de la ville et dégradation de la situation ukrainienne (janvier-mai 2023)

Avancée russe dans la région de Bakhmout-Soledar.
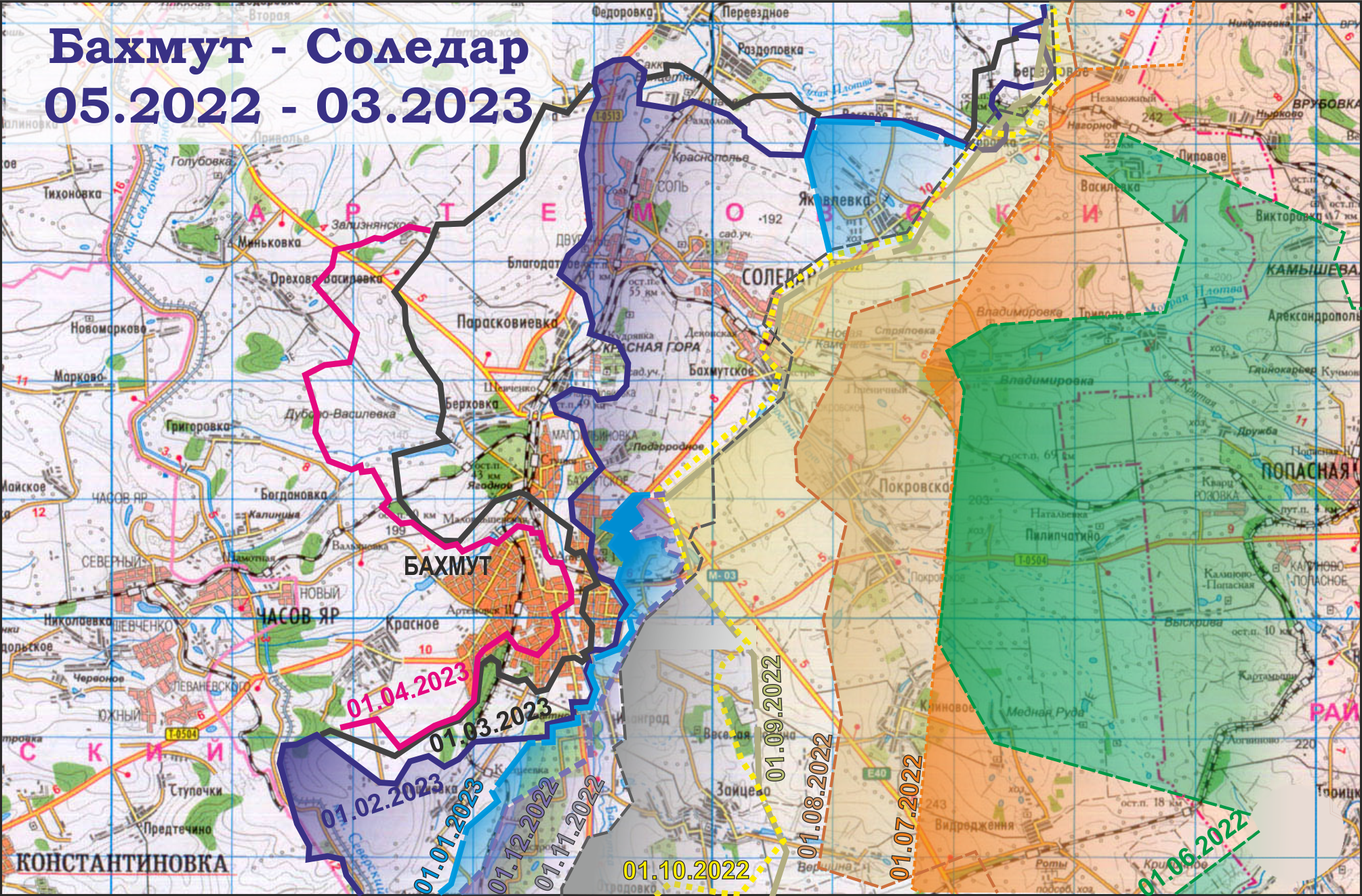
Avancée russe dans la région de Bakhmout-Soledar de mai 2022 au 1er avril 2023

#### Capture de Soledar et Klitchtchiïvka et encerclement par le sud (janvier 2023)

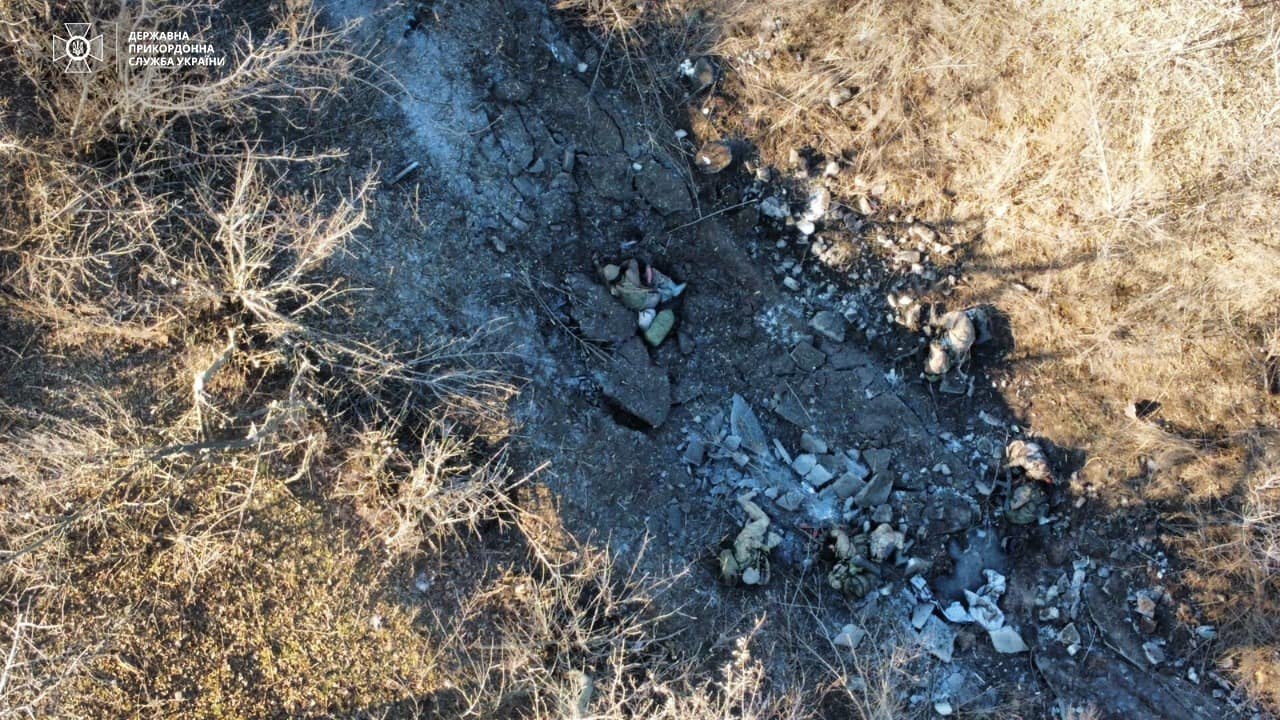
Victimes russes du Groupe Wagner
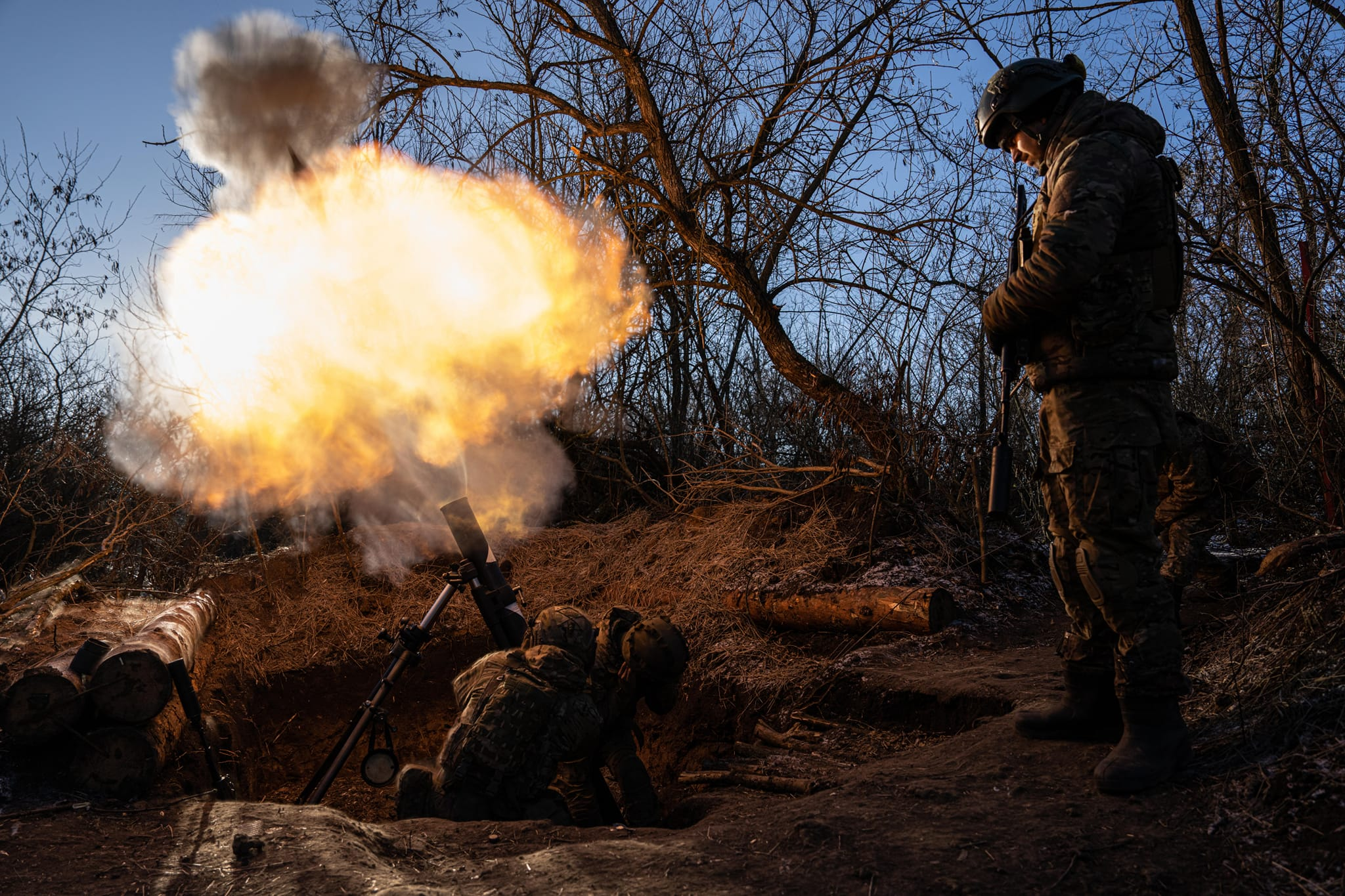
Batterie de mortier de la 28e brigade mécanisée au sud de Bakhmout en janvier 2023

Début janvier 2023, le rythme des combats et la cadence des tirs d'artillerie dans le secteur de Bakhmout augmentent considérablement, le journal The Kyiv Independent considérant que la bataille atteint « son point culminant ». Plus de vingt brigades ukrainiennes participent en rotation à la défense du secteur de Bakhmout. Les combats les plus violents se concentrent notamment à Soledar où le groupe Wagner une offensive d'ampleur à partir du 1er janvier et où les pertes sont nombreuses. La 3e brigade de la Garde nationale, la 77e brigade aéromobile et la 93e brigade retirée un mois avant, sont déployés en renfort à Soledar pour soutenir la 46e aéromobile et la 128e de montagne en difficulté. La 10e brigade d'assaut de montagne est essentiellement concentrée sur Spirne plus au nord mène des violents combats pour tenir le terrain sur le flanc nord de Soledar à l'ouest Yakovlivka (raïon de Bakhmout) (uk), devant Rozdolivka (raïon de Bakhmout) (uk). La situation ukrainienne se dégrade également à Pidhorodne (oblast de Donetsk) (uk) qui doit céder lentement mais progressivement du terrain.
À partir du 6 janvier, la situation des ukrainiens autour de Soledar devient extrêmement difficile, leurs forces se retirent de Bakhmouts'ke et de plusieurs positions à Pidhorodne menacant Krasna Hora et Paraskovïvka, villages situés entre Bakhmout et Soledar tandis que les forces de Wagner atteignent la mine de sel. Sur le flanc sud, les forces ukrainiennes de la 71e brigade de chasseurs, de la 63e brigade mécanisée et du bataillon Skala continuent de repousser les assauts russes sur Klichtchiïvka et à l'ouest du canal. Dans Bakhmout, la 93e brigade est à nouveau redéployée. Les observateurs et les médias notent le changement de tactique très couteux en vie humaine du Groupe Wagner. D'après Le Monde, les Russes attaquent par petits groupes d'assauts, de huit soldats qui vont « au contact » de la première ligne de défense ukrainienne. Ces unités sont censés « accrocher » le terrain et « monter » des armes qui seront utilisées par les vagues suivantes s’ils sont tués. Ils ont aussi pour but de transmettre les coordonnées des positions ukrainiennes aux unités de mortiers, qui s’efforcent alors d’anéantir la première ligne ukrainienne. Ensuite, une deuxième section russe passe à l'assaut des positions ukrainiennes, avec un équipement plus léger couverte par de l'artillerie. Si elle échoue, un troisième puis un quatrième groupe entrent en action. Ces unités subissent de lourdes pertes et sont souvent considérés comme de la « chair à canon ». Le 13 janvier, des images géolocalisés montrent que les Russes se sont emparés de la zone résidentielle du nord et du centre de Soledar, tandis que sur Paraskoviïvka et Krasna Hora, la pression russe augmente.
Après leur offensive locale début janvier 2023, les forces russes prennent la ville voisine de Soledar, située à 20 kilomètres au nord de Bakhmout, le 16 janvier 2023. Dans son compte rendu du 7 janvier, l'ISW considère que la prise de Soledar aiderait les forces russes à avancer sur la ville par le nord, même s'il estime qu'elles devraient prendre le contrôle de la route Siversk-Bakhmout, située à 7 kilomètres à l'ouest des positions russes près de Soledar, afin de couper les lignes d'approvisionnement des forces ukrainiennes vers Bakhmout,,. À partir de cette victoire, les Russes commencent leurs tentatives pour encercler Bakhmout par le nord et par le sud. Les forces de Wagner ayant subi de très lourdes pertes à Soledar, la 106e division aéroportée de la Garde et la 57e brigade de fusiliers motorisés sont envoyés sur le flanc sud afin que les mercenaires puissent se concentrer sur la ville.
Le 20 janvier 2023, le ministère de la défense russe et les forces de Wagner revendiquent la prise du village de Klichtchiïvka, situé à 9 kilomètres au sud-ouest de Bakhmout, sans que des sources indépendantes puissent confirmer cette affirmation,,. Cette avancée leur permet de menacer d'encerclement la ville par le sud-ouest, se rapprochant d'Ivanivske situé sur l'autoroute T0504, principale artère de ravitaillement de Bakhmout. Le 25 janvier, les défenseurs ukrainiens perdent le contrôle de positions sur les hauteurs de Klichtchiïvka et se replient au nord-est. D'autres images montrent qu'ils également cédé une portion au sud-ouest de la ville et que les troupes russes sont alors à portée de Stoupochkivillage en amont de la T0504. Les ukrainiens déploient alors la 80e brigade d'assaut aérien pour tenir l'autoroute. Le 31 janvier, les forces russes revendiquent la prise du village de Blahodatne, situé au nord de la ville.

#### Encerclement par le nord (février 2023)
Le 1er février, The New York Times rapporte que les Russes augmentent l'intensité des attaques sur la ville et ses environs. Le même jour, Denis Pouchiline, chef des forces séparatistes, affirme que la ville est « opérationnellement encerclée ». Début février, après de nouvelles rotations, la défense ukrainienne est composée comme suit : 
- la 30e brigade mécanisée (Krasna Hora-Blahodatne), la 77e aéromobile et la 128e brigade d'assaut de montagne tiennent le flanc nord de la ville appuyés par des éléments des 4e et 17e brigades de chars et des 113e et 116e brigade de défense territoriale en rotation de la 46e brigade aéromobile et la 61e brigade d'infanterie ;
- la ville est défendu par la 60e brigade mécanisée, la 93e brigade mécanisée, les 1re et 3e brigades de la Garde nationale, les 112e, 119e et 127e brigades de défense territoriale ainsi que des unités plus réduites comme des bataillons de fusiliers (34e bataillon), et des forces spéciales (22e et 211e bataillons spéciaux) en rotation de la 57e brigade motorisée et de la 71e brigade de chasseurs ;
- le flanc sud de la ville est tenue par la 80e brigade d'assaut aérien et le 214e bataillon spécial qui bloquent l'accès à la banlieue sud de Bakhmout le long de la T0504 ainsi par les 3e et 5e bigades d'assaut, 4e brigade de réaction rapide et 28e brigade mécanisée, en rotation des 53e et 63e brigades mécanisée[128].

Début février, les Russes capturent Opytne, pénétrant dans le sud de Bakhmout. Vers la mi-février, le grignotage effectué par l'armée russe et le groupe Wagner se poursuit à l'ouest et au sud-ouest de Soledar, les troupes de Wagner mettent notamment la pression sur la banlieue nord de la ville, à l'ouest de Blahodatne/au nord de Krasna Hora (oblast de Donetsk) où ils tentent de couper l'autoroute M3 qui est défendu par la 30e mécanisée. Krasna Hora est capturée le 12 février tandis que les combats se poursuivent pour le contrôle de Paraskoviivka (en) qui est finalement pris le 18 février selon la revendication par les mercenaires de Wagner et ainsi la coupure d'une ligne ferroviaire. La M03 est alors en passe d'être définitivement coupée. La 56e brigade d'infanterie motorisée est alors déployée dans la banlieue nord-ouest de Bakhmout. Les forces russes poussent également vers le hameau de Zaliznyans'ke. Le 22 février, les Russes atteignent le cimetière au sud de la ville. Le 24, ils capturent Berkhivka, coupant la M03 au nord de Bakhmout. Le même jour, les troupes russes percent les lignes ukrainiennes et entrent dans la partie nord de Yahidne, dans la banlieue nord de la ville, tandis que les combats continuent dans la banlieue nord-est de la ville. Les Russes gagnent également quelques mètres au sud et à l'est de la ville. Sur le fanc sud, les ukrainiens continuent de resister contre la poussée russe qui tente de couper l'autoroute et terminer l'encerclement de Bakhmout notamment grâce à l'effort de la 80e brigade qui mène des contre-attaques et inflige des pertes importantes aux troupes aéroportées (VDV) du 137e régiment aéroporté. Yahidne est entièrement prise le 26, ce qui entraîne le retrait des troupes ukrainiennes du nord de Bakhmout le lendemain,. En un mois, la distance qui sépare les deux pinces est passée de 14 km à 4 km fin-février. La route T0504, dernière artère de ravitaillement, devient de ce fait sous le feu constant de l'artillerie russe.

#### Bataille urbaine dans Bakhmout et pour la «route de la vie» (mars - mai 2023)
- Assaut du groupe Wagner sur des positions de la compagnie Honor du 1er bataillon mécanisé « Loups de Da Vinci », de la 67e brigade mécanisée à proximité de la « route de la vie » près de Khromove en avril 2023
- Unité des gardes-frontières ukrainiens utilisant un drone de reconnaissance pour repérer les combattants du groupe Wagner et frapper leur position avec de l'artillerie, mars 2023

Au début du mois de mars 2023, la situation se dégrade fortement pour les défenseurs de la ville, les forces russes coupant peu à peu les routes menant à la ville,. Le bataillon Aidar mène une contre-attaque le 2 mars au sud-ouest d'Ivanivske. Au nord, les Russes poussent vers l'ouest en direction de Doubovo-Vassylivka (uk) et Orikhovo-Vassylivka (uk). Dans Bakhmout, ils capturent l'école n°10 et les blocs résidentiels à proximité à l'est de la ville. Le 6 mars, Volodymyr Zelensky demande à l'état-major de « trouver les forces » pour défendre Bakhmout. Le 7 mars, le Groupe Wagner affirme contrôler la partie orientale de la ville après que les forces ukrainiennes ont fait sauter 2 ponts stratégiques et évacué l'est de la rivière Bakhmouta,. Le lendemain, le président Zelensky refuse une nouvelle fois de faire évacuer Bakhmout, affirmant que sa chute pourrait provoquer la prise d'autres villes du Donbass, dont Sloviansk et Kramatorsk. Le même jour, Jens Stoltenberg n'exclut pas que la ville puisse tomber à court terme. Le 10 mars, les ukrainiens confirment avoir évacué la rive orientale.
La périphérie nord-ouest est marquée par des violents affrontements entre Doubovo-Vassylivka, Bohdanivka et Khromove, où les défenseurs ukrainiens des 24e et 30e brigades mécanisées, de la 56e brigade d'infanterie motorisée, de la 77e brigade aéromobile et du 1er bataillon mécanisé « Loup de Da Vinci » de la 67e brigade mécanisée tentent d'empêcher la pince de se refermer sur la ville. Le 9 mars, Dubovo-Vasylivka (uk) tombe sous contrôle russe après de violents combats.
Les 13 et 14 mars, les Russes pénètrent dans le quartier Tsvetmet Zavod au nord de Bakhmout. Ils réalisent également des gains tactiques dans le sud de la ville atteignant la rue Korsounskogo avant d'être repoussés par le bataillon Aidar. Au nord-ouest de Khromove, le 3e bataillon de la 92e brigade mécanisée, récemment déployé, parvient à reprendre des tranchées. Le lendemain les Russes capturent le petit village de Zaliznianske à l'ouest de Blahodatne. À partir du 20 mars, les forces russes atteignent l'entrée nord de Bohdanivka et de Khromove. A Ivaniske, la 5e brigade d'assaut et la 80e brigade mènent une série de contre-attaques locales qui repoussent les Russes du village. Le 26 mars, les Ukrainiens abandonnent l'usine métallurgique de Bakhmout.
Fin mars 2023, la ville n'est plus contrôlée qu’à un tiers par l’Ukraine, d’après un conseiller à la présidence. Le groupe Wagner progresse dans le sud et le nord, le long du canal et atteint le centre-ville. Sur le reste du front, les Ukrainiens continuent de repousser les assauts à Orikhovo-Vassylivka et Bohdanivka au nord, Ivanivske au sud mais également Predtechyne (uk), dernier village avant Kostiantynivka. L'armée ukrainienne affirme le 3 avril « tenir » encore Bakhmout, dont le groupe Wagner revendique la prise « au sens légal » après en avoir conquis la mairie.
En avril 2023, selon John Kirby du département de la Défense des États-Unis, 10 000 soldats de Wagner seraient morts pendant l'offensive russe de l'hiver, essentiellement des anciens prisonniers « jetés dans les combats à Bakhmout sans entraînement ni commandement militaire suffisant ». Début avril, les Ukrainiens perdent le contrôle du centre-ville, de la zone Tsvetmet Zavod et se retirent près de la gare de Bakhmout mais continuent à repousser les Russes le long de la rue Korsounskogo au sud-ouest de Bakmout. En revanche, les Russes continuent à mener des assauts infructueux sur Orikhovo-Vassylivka, Bohdanivka, Ivanivske, Predtechyne et Bila Hora. Le 10 avril, des images montrent que Wagner a capturé le complexe sportif Metalurh, deux jours plus tard le stade Avanhard, ainsi que la rue Sadova, prouvant que leurs forces se rapprochent de la gare. Le 15 avril, différentes vidéos géolocalisées montrent que les Russes sont parvenus à traverser la voie ferrée et capturer plusieurs maisons en au moins deux points.
Le 19 avril, la ville de Bakhmout serait contrôlée à plus de 90 % par les forces armées russes, selon ces dernières. À la fin avril, Wagner atteint la base de la 54e brigade mécanisée à l'ouest de la gare qu'ils capturent progressivement ; les troupes ukrainiennes ne se battant plus que dans l'ouest de la ville.
Le 5 mai, le chef du groupe Wagner, Evgueni Prigojine, annonce que, faute de munitions suffisantes, ses hommes quitteront leurs positions à Bakhmout le 10 mai en étant remplacés par des Tchétchènes du bataillon Akhmat (forces spéciales de la Garde nationale russe)[réf. souhaitée]. Le 8 mai, Evgueni Prigojine, déclare que des combats « féroces » se poursuivent à Bakhmout, précisant que ses troupes recevaient davantage de munitions après qu’il a menacé de les retirer des combats. Selon lui, les forces russes ont avancé de 130 mètres au cours de la journée écoulée. Il affirme que les troupes ukrainiennes ne contrôlent plus que 2,36 kilomètres carrés de la ville. Le 9 mai, Jour de la Victoire en Russie, la ville n'est toujours pas totalement contrôlée par les forces russes, les Ukrainiens continuent de résister autour du collège industrielle et le dernier quartier résidentiel à l'ouest. Le 15 mai, les Russes progressent dans le quartier résidentiel au sud de la base militaire, coupant les positions ukrainiennes en deux.

### Contre-attaque ukrainienne sur le flanc sud avant la contre-offensive (mai 2023)
À partir du 10 mai, l’Ukraine plonge la Russie dans le « brouillard de guerre » pour préparer sa contre-offensive. En attendant le déclenchement annoncé d’une série d’attaques d’ampleur sur le front contre l’armée russe, l'armée et le gouvernement ukrainiens multiplient les opérations de désinformation et les signaux contradictoires destinés à aveugler l’adversaire. La 3e  brigade d'assaut ukrainienne passe à l'offensive le 10 mai sur le flanc sud du front de Bakhmout et met en déroute deux compagnies de la 72e brigade de fusiliers motorisés russe et une compagnie d'assaut de Wagner. Les forces ukrainiennes reprennent une bande de 3 km de large et 2 km de profondeur. Cette poussée permet d'améliorer la position des défenseurs ukrainiens et leurs lignes d'approvisionnement.
Le 11 mai, les forces ukrainiennes avancent vers une université professionnelle dans le centre-ville. Wagner tient toujours plus de 80 % de la ville. Le 12 mai, le ministère de la Défense russe annonce un redéploiement d'unités (désigné comme un « mouvement vers des positions tactiques plus avantageuses ») dans la zone du réservoir de Berkhivs'ke  au nord-ouest de Bakhmout. C'est en réalité un recul important des Russes qui permet aux forces ukrainiennes de reprendre le contrôle d'une route stratégique allant du centre-ville vers Tchassiv Iar, plus à l'ouest. Ce même jour, des images montrent des soldats russes fuyant sous des bombardements de l'artillerie ukrainienne sur la rive sud du réservoir de Berkhivs'ke.
Le 13 mai, le commandant des forces terrestres d'Ukraine, le général Oleksandr Syrskyi, annonce que « l’armée ukrainienne avance dans certaines zones autour de Bakhmout » et que « l’opération défensive en direction de Bakhmout se poursuit », ajoutant que « l’ennemi perd de l’équipement et des troupes ». Les soldats de la 56e brigade motorisée ukrainienne reprennent des positions perdues au nord-est de Hryhorivka. Selon le porte-parole du Commandement opérationnel est de l'armée ukrainienne, les forces ukrainiennes auraient libéré 17,3 km2 de terrain en trois jours de contre-attaques.
Le 14 mai, le ministère de la Défense russe annonce la mort de deux colonels à Klichtchiïvka, au sud de Bakhmout, le commandant de la 4e brigade motorisée, Viatcheslav Makarov, et le commandant adjoint du 2e corps d'armée de la Garde de l'ancienne milice populaire de la république populaire de Lougansk, Evgueni Brovko. L'Ukraine affirme avoir repris « plus de 10 positions russes » dans la banlieue de Bakhmout. « Aujourd'hui, nos unités ont capturé plus de dix positions ennemies au nord et au sud dans la banlieue de Bakhmout », déclare ainsi la vice-ministre de la Défense, Hanna Maliar.
Le 16 mai, la vice-ministre de la Défense ukrainienne, Hanna Maliar déclare : « Ces derniers jours, nos troupes ont libéré environ 20 kilomètres carrés au nord et au sud de la périphérie de Bakhmout. Dans le même temps, l’ennemi progresse dans Bakhmout même, détruisant complètement la ville à l’aide de l’artillerie ».
Le 18 mai, le porte-parole des forces armées ukrainiennes sur le front oriental, Serhiy Tcherevaty, déclare que « Bakhmout reste l’épicentre des hostilités dans l’est de l’Ukraine. Au cours des combats, nos unités — malgré le fait que nous n’ayons actuellement aucun avantage en termes de munitions, de moyens, ou de nombre de soldats — continuent d’avancer sur les flancs. Nous avons réussi à couvrir 150 à 1 700 mètres au cours des dernières 24 heures ». Il indique également que le 17 mai l’armée « a frappé les positions russes 487 fois avec de l’artillerie à canon et à réaction ; il y a eu 25 affrontements de combat, six raids aériens. » Il ajoute enfin que « 130 occupants ont été tués dans les combats, 145 ont été blessés et quatre ont été capturés. Deux canons automoteurs MSTA, un véhicule aérien sans pilote Orlan-10 et huit entrepôts de campagne contenant des munitions ont également été détruits. ».

### Capture de la ville et retrait du groupe Wagner (mai 2023)

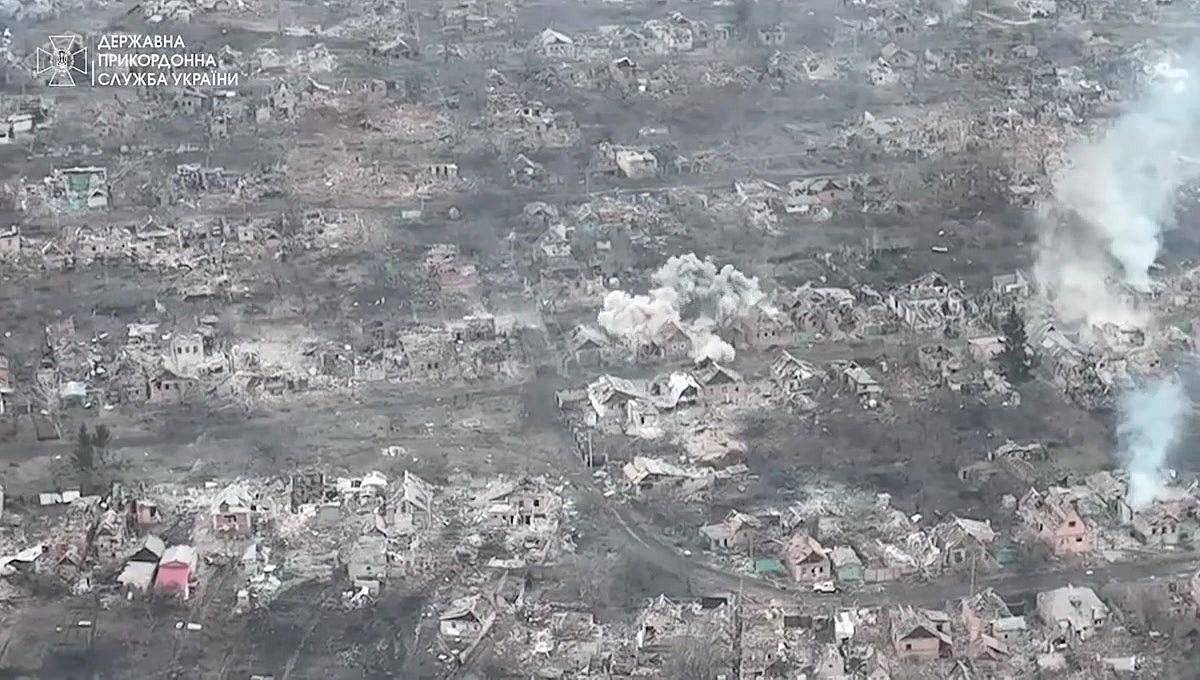
Bakhmout en mars 2023
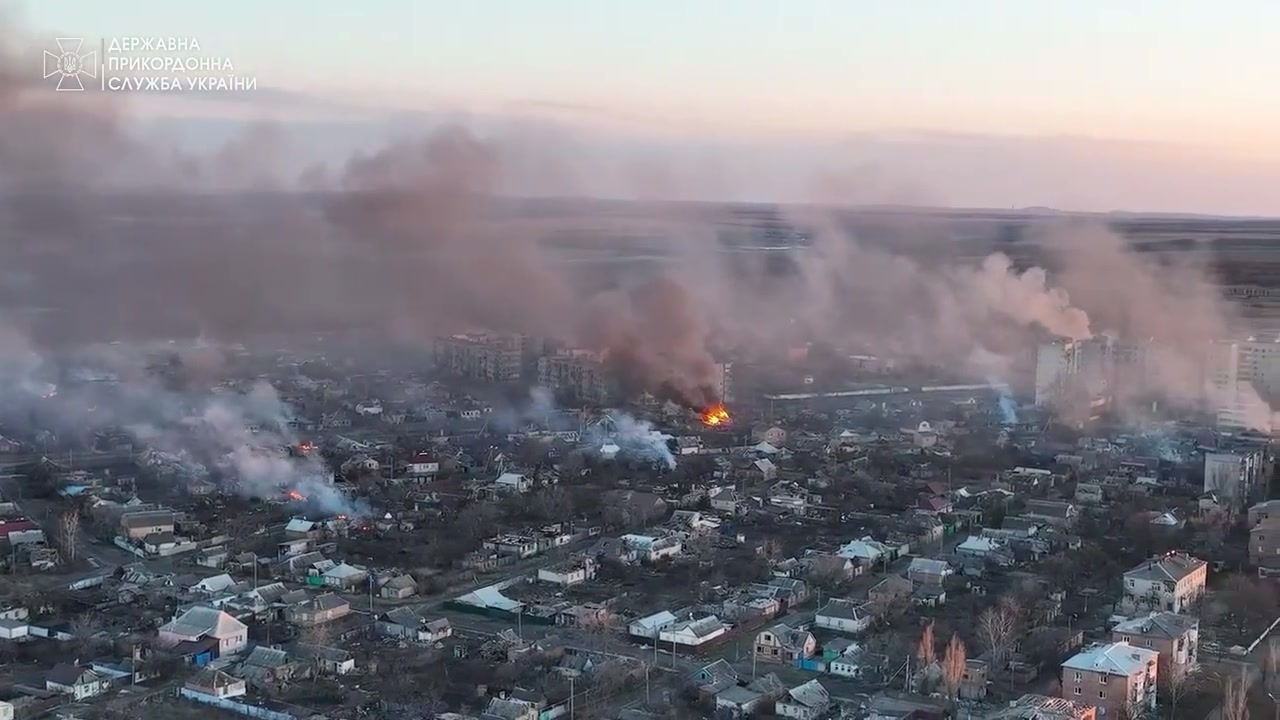
Bakhmout le 5 avril 2023

Le 20 mai 2023, Evgueni Prigojine, chef du groupe Wagner, revendique la prise complète de la ville,,. Kyïv dément la prise de la ville, évoquant cependant une situation « critique ». L'Ukraine affirme toujours contrôler « certaines installations industrielles et infrastructures de la zone ». Le 23 mai, selon le secrétaire du Conseil de défense et de sécurité nationale d'Ukraine, Oleksiy Danilov, une partie de la ville assiégée de Bakhmout reste sous contrôle ukrainien. Il déclare sur CNN : « Si les Russes pensent avoir pris Bakhmout, je peux dire que ce n’est pas vrai ».
Le 24 mai 2023, le New York Times rapporte que la bataille de Bakhmout est presque terminée, que les forces russes contrôlent la ville et que les forces armées ukrainiennes tentent de faire pression sur la ville depuis les flancs. Dans une vidéo publiée sur Telegram le 25 mai, Evgueni Prigojine annonce que le groupe Wagner entame son retrait de Bakhmout et commence à transférer certaines de ses positions à l'armée régulière russe et que ce mouvement se poursuivra jusqu'au 1er juin 2023.

## Conséquences
Le 4 juin 2023, la contre-offensive estivale ukrainienne débute et le secteur de Bakhmout est l'un de ses trois axes principaux. Cependant, à l'issue de quatre mois de combats, seules de petites quantités de territoire sont reconquises, notamment Andriïvka le 15 septembre et Klichtchiïvka vers le 17 septembre,. Le 29 novembre 2023, après l'arrêt de la contre-offensive, les forces russes reprennent l'initiative et s'emparent de Khromove à la périphérie ouest de Bakhmout. Elles reprennent également des portions importantes de territoire au sud du réservoir de Berkhivka qu'elles avaient précédemment perdues en mai. La prise de Bakhmout et l'échec de la contre-offensive ukrainienne permettent aux Russes de menacer Tchassiv Iar qui est le nouvel objectif dans la région. Il s'agit du dernier verrou important afin de poursuivre en direction de Kramatorsk et terminer la conquête du Donbass.

### Valeur stratégique
La valeur stratégique de Bakhmout est considérée a posteriori comme faible par de nombreux analystes, dont certains affirmaient cependant le contraire au début de la bataille, Michel Goya considérant en particulier, comme d'autres, que Bakhmout n'avait d'intérêt que dans le but de poursuivre une percée vers Kramatorsk et Sloviansk, une situation rendue dans tous les cas très improbable par le caractère prolongé de la bataille[réf. nécessaire]. Le ministère de la Défense britannique et le Conseil de sécurité nationale américain insistent tous deux sur le fait que la prise de Bakhmout ne serait qu'une victoire « symbolique » pour la Russie plutôt qu'une victoire stratégique,. Konrad Muzyka et l'expert en sécurité russe Mark Galeotti font valoir que l'assaut coûteux de la Russie était à la fois une question de préservation de prestige et une erreur de calcul des coûts irrécupérables ; les forces russes ont perdu tellement d'hommes dans l'effort de guerre sur d'autres fronts qu'elles « peuvent aussi bien faire tout ce qu'elles peuvent » pour s'emparer de la ville plutôt que d'abandonner. George Barros, de l'Institut pour l'étude de la guerre qualifie la coûteuse prise de Bakhmout par la Russie de « victoire tactique » mais « d'échec opérationnel – contribuant à l'échec stratégique continu de la Russie ».
Au départ, la ville jouit d'une importance stratégique en tant que « verrou » du front, l'état-major ukrainien craignant que la prise de la ville par les Russes ne leur permette d'attaquer les bastions du Donbass encore contrôlés par l'Ukraine, en particulier Sloviansk et Kramatorsk,,. Certains observateurs et sources notent que Bakhmout est un centre logistique et de transport régional clé où passent deux routes, la T0504 vers Kostiantynivka et la T0513 vers Siversk,. Le président ukrainien Volodymyr Zelensky attribue une valeur à la fois tactique et symbolique à la ville, la qualifiant de « forteresse de notre moral ». Il refuse d'ordonner une retraite tactique de la ville en mars 2023, affirmant que sa conquête donnerait à la Russie une « route ouverte » vers des villes importantes de l'est de l'Ukraine,.
Après la contre-offensive de Kharkiv et la libération de Kherson, la région de Bakhmout reste l'une des rares zones où la Russie est à l'offensive à partir de la fin de l'année 2022. La principale raison pourrait être que le groupe Wagner s'est vu confier par le Kremlin la tâche de s'emparer de Bakhmout, ce qui pourrait apporter d'importantes récompenses financières et politiques à Evgueni Prigojine, qui n'hésite donc pas à maintenir la pression sur la zone.

### Pertes
La bataille de Bakhmout est décrite comme l'une des batailles les plus sanglantes du XXIe siècle, le champ de bataille étant vu comme un « vortex » pour les armées ukrainienne et russe. Avec des pertes extrêmement élevées, très peu de terrain gagné et des paysages criblés d'obus, les médias occidentaux et le gouvernement américain comparent les combats à Bakhmout à ceux qui caractérisaient la Première Guerre mondiale,. Début mars 2023, le journaliste Gallagher Fenwick estime que la comparaison de Bakhmout à Verdun est « raisonnable dans l’absolu effroi auquel on assiste ». La bataille est surnommée par Evgueni Prigojine « le hachoir à viande » (en anglais : the meat grinder) avant que l'expression ne se généralise auprès des observateurs étrangers et dans les médias pour qualifier son caractère meurtrier,,,,. La consommation de munitions est si importante que les États occidentaux ont du mal à maintenir les stocks de l'armée ukrainienne.

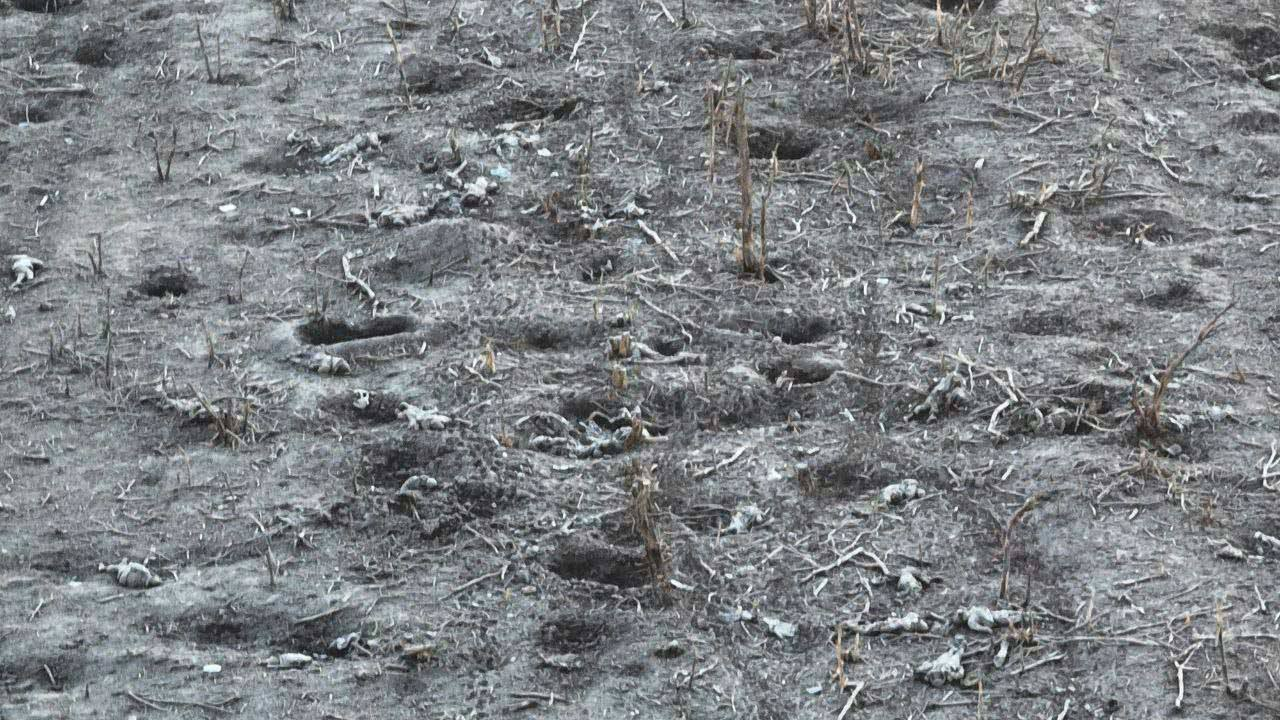
No man's land jonché de cadavres du groupe Wagner à proximité de Bakhmout. Photo issue d'une vidéo de drone prise par les Forces armées ukrainiennes en décembre 2022.

Les forces russes dans les environs de Bakhmout sont principalement composées de mercenaires du groupe Wagner et de recrues nouvellement mobilisées. À la mi-novembre, des rapports indiquent que la Russie aurait redéployé certaines forces du front de Kherson vers des zones proches de Bakhmout pour soutenir les combattants du groupe Wagner, ainsi que des renforts nouvellement enrôlés, à la suite du retrait russe de Kherson. Les forces ukrainiennes sont alors composées de diverses unités issues des 93e brigade mécanisée et 58e brigade motorisée, avant qu'elles ne soient renforcées en raison des pertes subies au cours de la bataille.
Le 1er mai, le porte-parole du Conseil de sécurité nationale américain, John Kirby, déclare que la Russie compte plus de 20 000 soldats tués au combat et 80 000 blessés sur le front de Bakhmout depuis décembre 2022. Il déclare également que la moitié de ces pertes proviennent du groupe Wagner. La Maison-Blanche compare les chiffres des pertes russes à ceux des batailles de la Seconde Guerre mondiale, soulignant que les pertes sont supérieures aux 19 000 soldats américains tués et 80 000 blessés lors de la bataille des Ardennes, et qu'elles sont environ trois fois plus élevées que les 7 100 soldats américains perdus lors de la bataille de Guadalcanal. Début mars 2023, la BBC News indique que selon des « responsables occidentaux anonymes », les pertes russes seraient de 20 000 à 30 000 morts,. Le 23 mai 2023, Evgueni Prigojine admet qu'environ 10 000 des 50 000 détenus recrutés dans les prisons ont été tués en Ukraine, soit 20 % d'entre eux. Il indique qu'une proportion similaire de ses combattants professionnels ont également été tués au combat, mais sans donner précisément leur nombre. Il affirme également que les pertes ukrainiennes sont plus importantes : « Moi, j'ai trois fois moins de tués et [...] environ deux fois moins de blessés ».
En juin 2024, une analyse par le média russe Mediazona, en collaboration avec le service russe de la BBC, indique avoir obtenu des documents sur les paiements posthumes du groupe Wagner. L'analyse par Mediazona des documents de Wagner fournit un compte rendu détaillé du déroulement de la bataille, de l'ampleur des pertes subies, des méthodes et lieux de recrutement des prisonniers, et des dépenses financières effectuées pour indemniser les familles des personnes impliquées.
Selon la BBC, l'authenticité de ces documents semble avérée car ils ont été recoupés avec la liste des personnes décédées, le registre des successions contenant les cas d'héritage, les messages en ligne des proches des combattants de Wagner et les bases de données de la police russe qui ont fait l'objet d'une fuite.
Les principales conclusions sont les suivantes :
- Le groupe Wagner a perdu 19 547 hommes au combat a Bakhmout, dont 17 175 sont des prisonniers graciés par Vladimir Poutine et 2 372 étaient des mercenaires « libres ».
- Grâce au système de numérotation des plaques d'identité, il a été possible d'établir que le groupe Wagner a employé au moins 48 000 prisonniers au total, ce qui corrobore les chiffres de recrutement d'Evgueni Prigojine.

Il faut ajouter à ce chiffre, les pertes de l'armée régulière russe.
Selon la même enquête, les pertes ukrainiennes, bien que moins importantes, seraient également lourdes et se chiffrent à un minimum de 5 000 tués. En mars 2023, au plus fort de la bataille, les autorités ukrainiennes confessent subir entre 100 et 200 pertes (tués et blessés) quotidiennes sur le front de Bakhmut. Pour l'armée ukrainienne, moins nombreuse numériquement et pleinement engagée dans cette bataille ; à l'inverse de l'armée russe en retrait par rapport au groupe Wagner ; ces morts auxquelles s'ajoutent les blessés constituent un bilan important pour la suite de la guerre. Plusieurs brigades expérimentées comme les 93e, 24e et 30e brigades mécanisées, la 10e brigade d'assaut de montagne ou la 57e brigade motorisée, ont subi des pertes constantes pendant plusieurs mois et sont épuisées. En plus de l'intensité des combats et des pertes, les conditions de vie au cours de la bataille sont notamment citées par les médias pour expliquer l'épuisement des forces ukrainiennes confrontées pendant plusieurs mois à la neige, la pluie et la boue, certains soldats ukrainiens qualifiant la bataille de « véritable enfer ».

## Galerie

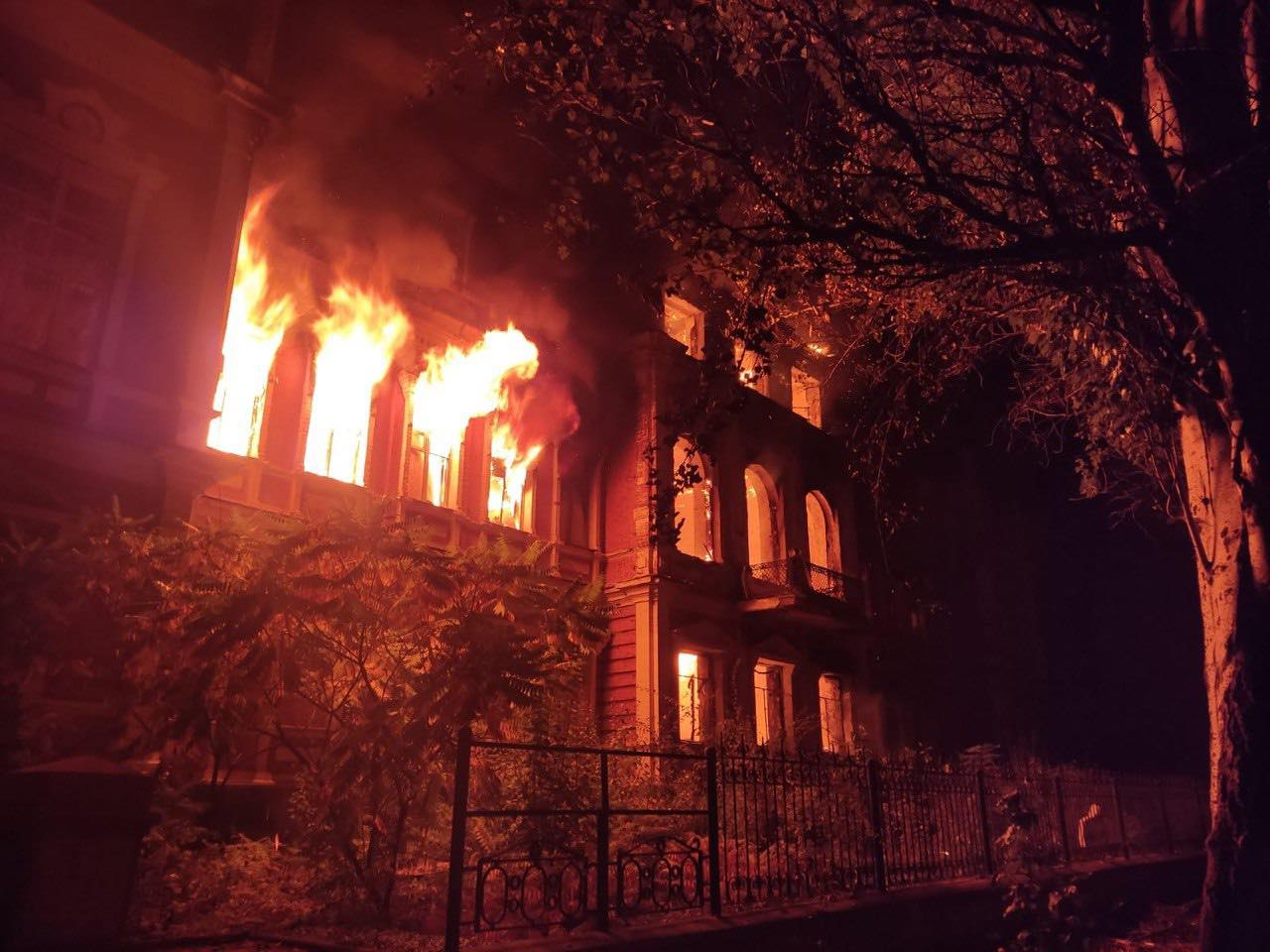
Collège incendié à Bakhmout, en octobre 2022.
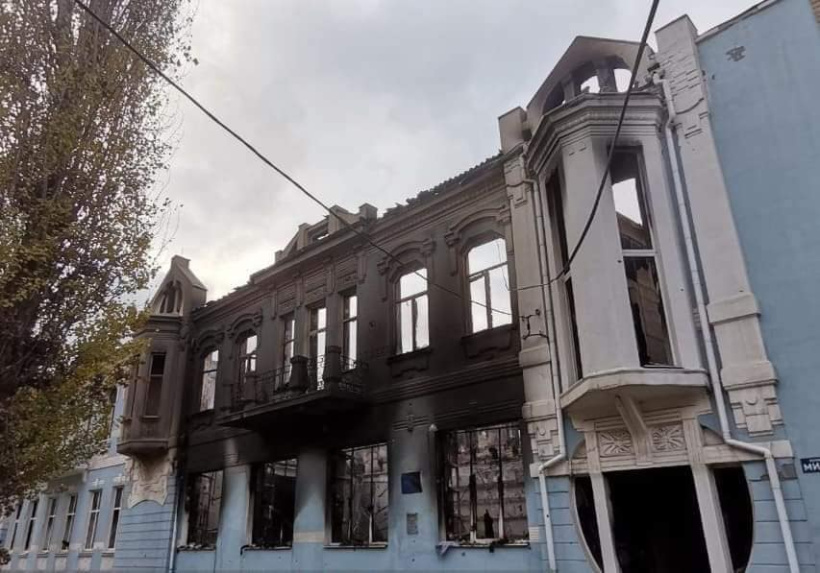
Bâtiment détruit par les bombardements.